# 동백7로
동백7로는 경기도 용인시 기흥구 동백동 중북부를 가로지르는 1.73km의 도로이다. 도로명은 동백동에서 유래하였다.

## 주요 경유지
경기도 용인시
- 기흥구 (동백동)

## 노선
| 이름                                     | 접속 노선      | 소재지 | 소재지 | 소재지 | 소재지 | 비고 |
| ---------------------------------------- | -------------- | ------ | ------ | ------ | ------ | ---- |
| 누리어린이집삼거리                       | 동백평촌로     | 경기도 | 용인시 | 기흥구 | 동백동 |      |
| 동백고교사거리                           | 동백중앙로     | 경기도 | 용인시 | 기흥구 | 동백동 |      |
| 백현마을코아루입구사거리 용인그린교회 앞 |                | 경기도 | 용인시 | 기흥구 | 동백동 |      |
| 백현고교삼거리                           | 동백7로107번길 | 경기도 | 용인시 | 기흥구 | 동백동 |      |
| 동백유치원                               | 동백5로        | 경기도 | 용인시 | 기흥구 | 동백동 |      |